# Arma exótica
Armas exóticas é a denominação que recebe a categoria de armas de formato incomum ou alterado para que possam ser encondidas ou passar despercebiadas a uma revista.
Usualmente as armas exóticas são feitas usualmente para parecerem ferramentas comuns de trabalho, como agulhas de costura e enxadas; ou ainda têm um formato de algo que na realidade não são, como as espadas e facas guardadas em bainhas em formato de cachimbo.
Ainda existem as armas com formato inesperado ou incomum, que por vezes lembram flores, grandes anéis com forto de sol, hastes com garras na extremidade entre outras.
Além da vantagem de poderem passar despercebidas à revistas e mesmo assaltos, as armas exóticas também dão a vantagem, apesar de usualmente difíceis de usar, de o adversário raramente conhecer todos os seus uso e golpes em potencial.